# Суброзія
Суброзія (нім. Subrosion) — підземне вилуговування та вимивання.
Син.: ерозія підземна, суберозія.
У геології суброзія (лат. Sub = під і rodere = розчавити) позначає підземне вилуговування та транспортування переважно легко розчинних гірських порід. На противагу їй виступає ерозія, яка описує процеси ерозії та переміщення на земній поверхні.
Суброзія може бути спричинена просочуванням води або більшою мірою відбуватися в районі підземних, провідних підземних горизонтів (водоносних горизонтів). Багаті на солі гірські породи (наприклад, кам'яна сіль або ангідрит та гіпс), які часто можна знайти в родовищах, особливо сприйнятливі до корозії. Навіть гірські породи, більш стійкі до вимивання, такі як вапняк, з часом розмиваються внаслідок корозії, створюючи підземні карстові печери. Колапс таких порожнин може призвести до утворення поглиблювальних озер, таких як Арендзее. Особливо в районах із сильним закарстуванням, на поверхні також можна спостерігати суброзію у вигляді великих жолобів (суброзійних поглиначів) або поглиблень, які утворилися внаслідок прориву гірських порід у порожнини. Гірські породи, що залишилися в результаті суброзії, утворюють капелюшні породи в соляних куполах.